# سیارک ۲۱۶۴۵
سیارک ۲۱۶۴۵ (به انگلیسی: 21645 Chentsaiwei، نامگذاری:1999NZ50) بیست و یک هزار و ششصد و چهل و پنجمین سیارک کشف شده‌است که در ۱۴ ژوئیه ۱۹۹۹ کشف شد.
قدر مطلق سیارک برابر ۱۷.۰ است.